# المشوشة
 المشوشة هي حلوى تقليدية من المطبخ الجزائري، تُحَضَّر من البيض، الطحين، الخميرة، الفانيليا، العسل والملح. تحتوي كل حصة على 98 سعرة حرارية و 4 غ من الدهون معظمها دهون غير مشبعة ولكنها تحتوي على نسبة عالية من الكولسترول.